# Gediminas Miškinis
Gediminas Miškinis (* 7. Februar 1961 in Biržai) ist ein litauischer Beamter und ehemaliger Politiker, Vizeminister und Sportfunktionär.

## Leben
Nach dem Abitur 1979 an der 10. Mittelschule Panevėžys in Skaistakalnis absolvierte er 1984 das Diplomstudium der Wirtschaftskybernetik an der Universität Vilnius. Von 1984 bis 1991 war er wissenschaftlicher Mitarbeiter am Institut für Planung der Volkswirtschaft. Von 1991 bis 1992 leitete er eine Unterabteilung und von 1992 bis 1995 die Abteilung am Wirtschaftsministerium Litauens. Von 1996 bis 2002 war er Vizeminister, von 2002 bis 2009 Staatssekretär und ab 2009  Kanzler am Wirtschaftsministerium. Von 2016 bis 2017 war er Kanzler der Universität Vilnius,   2017 Berater des Bürgermeisters und 2017–2018 stellv. Direktor bei der Verwaltung der Stadtgemeinde Vilnius.
2009 wurde er von der Wochenschrift „Veidas“ zum besten litauischen Jahresbeamten erklärt. Er war  Präsident des Schachverbands Litauens.

## Auszeichnungen
- 2003: Orden, Polen
- 2004: Orden für Verdienste um Litauen, Riterio kryžius
- 2006: Orden, Ukraine